# 清水睦
清水 睦（しみず むつみ、1930年〈昭和5年〉11月3日 - ）は、日本の法学者（憲法）。中央大学名誉教授。法学博士（中央大学・論文博士・1980年）。

## 人物
長野県諏訪郡原村出身。旧制諏訪中学（長野県諏訪清陵高等学校）、中央大学予科を経て、1953年中央大学法学部（旧制）卒業。TBSアナウンサーの清水大輔の父にあたる。三木義一青山学院大学学長は清水ゼミ出身。

## 経歴
- 1953年 中央大学法学部助手
- 1958年 中央大学法学部助教授
- 1965年 中央大学法学部教授
- 2001年 中央大学定年退職

## 著書
- 『日本国憲法への視点』（中央大学出版部、1966年）
- 『日本国憲法の位相』（日本評論社、1967年）
- 『概説憲法』（南雲堂深山社、1971年）
- 『憲法』（中央大学通信教育部、1971年初版・2000年新版）
- 『憲法の論理と情動』（中央大学出版部、1971年）
- 『現代議会制の憲法構造』（勁草書房、1979年）
- 『基本的人権の指標』（勁草書房、1979年）
- 『日本国憲法の情景』（中央大学出版部、1984年）
- 『現代統治の憲法手法』（三省堂、1997年）
- 『憲法基軸の周縁』（中央大学出版部、1999年）

## 門下生（ゼミ出身者を含む[1]）
- 高見勝利 北海道大学・上智大学名誉教授
- 植野妙実子 中央大学名誉教授
- 三木義一 青山学院大学名誉教授
- 早田幸政　前大阪大学教授
- 青野透　金沢大学名誉教授
- 妹尾克敏　松山大学教授
- 藤野美都子　福島県立医科大学教授
- 横尾日出雄　中京大学教授
- 福岡英明　國學院大学教授
- 佐藤信行　中央大学教授
- 佐藤修一郎　中央大学教授
- 蛯原健介　明治学院大学教授

## 共編著
- 『憲法 1 (総論・統治機構)』（編著、日本評論社、1989年、別冊法セミナー）
- 『憲法(統治・人権)』（和田英夫共編、一粒社、1989年、基本問題セミナー）
- 『公務員試験憲法 1997年度版』（編著、実務教育出版、1995年）
- 『憲法入門 これからの政治と憲法』（編著、信山社出版、1998年）

## 記念論集
『現代国家の憲法的考察 清水睦先生古稀記念論文集』植野妙実子編 信山社出版 2000